# Juan de Flandes
Juan de Flandes (også kendt som Johannes af Flandern; c.1460-1519) var en nederlandsk maler, der var aktiv i Spanien fra 1496 til 1519. Hans rigtige navn er ukendt, om end en inskription bag på et af hans værker "Juan Astrat" kunne indikerer at det har været noget i retning af "Jan van der Staat”. "Jan Sallaert", som blev mester i Gent i 1480, har også været foreslået.

## Liv
Juan de Flandes blev født omkring 1460 i Flandern (nutidens Belgien), hvor han antagelig blev uddannet, sandsynligvis i Gent, idet hans arbejde har en række ligheder med Justus van Gent (c.1410-c.1480) og Hugo van der Goes (c.1440-1482/3) og andre malere fra Gent. Han er først dokumenteret efter han blev ansat ved Isabella af Kastilien i Spanien, hvor han er nævnt ved et regnskab i 1496, og beskrives med titlen "hofmaler" i 1498 og fortsætter i hendes tjeneste indtil hendes død i 1504. Hans fleste værker er portrætarbejder af den royale familie, men han fuldførte også de fleste af et stort antal små (21,3 x 16,7 cm) paneler til en altertavle til Isabella. Panelerne er nu spredt, men de fleste befinder sig i den kongelige samling i Madrid.
Efter Isabellas død i 1504 vendte Juan de Flandes sig til det kirkelige arbejde for spanske kirker i Salamanca i årene 1505 – 7, og derefter i Palencia hvor han lavede en stor altertavle i domkirken, og hvor hans kone er beskrevet som enke i december 1519. Størstedelen af Juan de Flandes værker der i dag befinder sig uden for Spanien stammer fra denne sene periode, hvor han koncentrerede sig om religiøse temaer. Paneler fra en stor altertavle fra en kirke i Palencia er fordelt mellem Pradomuseet i Madrid og National Gallery of Art i Washington D.C., USA, med fire hver.
Hans stil kan beskrives som tidlig nederlandsk fra Gent tilpasses spansk smag og landskab, specielt ses dette i kravene for rumopdelte scener til altertavler.
- Isabella af Kastilien. c.1500
- Johanna den vanvittige af Kastilien. c.1500
- Isabella af Kastilien. 1496-1503
- Ærkeenglen Michael med Frans af Assisi. 1505
- Middag hos Simon farisæeren c. 1496-1504
- Kristus på korset Samme altertavle
- Jesu fristelse i ørkenen. Samme altertavle.
- Lazarus genopvækkelse, pradomuseet. 1500-1510